# Hukkasaari (ö i Finland, Norra Savolax, Nordöstra Savolax, lat 62,94, long 28,50)
Hukkasaari är en ö i Finland. Den ligger i sjön Kaavinjärvi och i kommunen Kaavi i den ekonomiska regionen  Nordöstra Savolax ekonomiska region  och landskapet Norra Savolax, i den centrala delen av landet, 400 km nordost om huvudstaden Helsingfors. Öns area är 1,22 kvadratkilometer och dess största längd är 1,9 kilometer i sydöst-nordvästlig riktning.